# ラルス・オンサーガー賞
ラルス・オンサーガー賞（Lars Onsager Prize）はアメリカ物理学会 (American Physical Society) が理論統計物理学や量子液体研究の貢献に授与する賞である。アメリカ合衆国の物理学者ラルス・オンサーガーに由来する。賞金は10,000ドル。

## 受賞者
- 1995年 マイケル・フィッシャー
- 1997年 Robert Kraichnan
- 1998年 レオ・カダノフ
- 1999年 楊振寧
- 2000年 デイヴィッド・J・サウレス、ジョン・M・コステリッツ
- 2001年 バートランド・ハルペリン
- 2002年 Anatoly Larkin
- 2003年 ピエール・ホーエンバーグ
- 2004年 ジョン・カーディ
- 2005年 Waleri Leonidowitsch Pokrowski
- 2006年 Rodney Baxter
- 2007年 A. Brooks Harris
- 2008年 Christopher Pethick、ゴードン・ベイム、Tin-Lun Ho
- 2009年 B. Sriram Shastry
- 2010年 Stephen Shenker、Daniel Friedan
- 2011年 Alexander Abramowitsch Belawin、Alexander Borissowitsch Samolodtschikow、アレクサンドル・ポリャコフ
- 2012年 Ian Affleck
- 2013年 Daniel Fisher
- 2014年 Vladimir P. Mineev、Grigory E. Volovik
- 2015年 フランツ・ウェグナー
- 2016年 Riccardo Zecchin、Marc Mézard、ジョルジョ・パリージ
- 2017年 Natan Andrei、Paul B. Wiegmann
- 2018年 Subir Sachdev
- 2019年 Christopher Jarzynski
- 2020年 John Toner, Tamás Vicsek, Yuhai Tu
- 2021年 Lew Petrowitsch Pitajewski
- 2022年 Boris Altshuler, David A. Huse, Igor L. Aleiner
- 2023年 Peter Hänggi
- 2024年 ジャック・プロ
- 2025年 Jean-Phillippe Bouchaud, Jorge Kurchan, Leticia Fernanda Cugliandolo